# Liste des noms de l'OTAN pour les hélicoptères
Code OTAN des hélicoptères russe/soviétique ainsi que chinois :
| Pays                                        | Code OTAN | Nom Commun        |
| ------------------------------------------- | --------- | ----------------- |
| Drapeau de la République populaire de Chine | Haitun    | Harbin Z-9        |
| Drapeau de l'URSS                           | Halo      | Mil Mi-26         |
| Drapeau de l'URSS                           | Hare      | Mil Mi-1          |
| Drapeau de l'URSS                           | Harke     | Mil Mi-10         |
| Drapeau de l'URSS                           | Harp      | Kamov Ka-20       |
| Drapeau de l'URSS                           | Hat       | Kamov Ka-10       |
| puis                                        | Havoc     | Mil Mi-28         |
| Drapeau de l'URSS                           | Haze      | Mil Mi-14         |
| Drapeau de l'URSS                           | Helix     | Kamov Ka-27/29/32 |
| Drapeau de l'URSS                           | Hen       | Kamov Ka-15       |
| Drapeau de la Russie                        | Hermit    | Mil Mi-34         |
| Drapeau de l'URSS                           | Hind      | Mil Mi-24         |
| Drapeau de l'URSS                           | Hip       | Mil Mi-8/9/17     |
| Drapeau de l'URSS                           | Hog       | Kamov Ka-18       |
| puis                                        | Hokum     | Kamov Ka-50/52    |
| Drapeau de l'URSS                           | Homer     | Mil V-12          |
| Drapeau de l'URSS                           | Hoodlum   | Kamov Ka-26/126   |
| Drapeau de l'URSS                           | Hook      | Mil Mi-6          |
| Drapeau de l'URSS                           | Hoop      | Kamov Ka-22       |
| Drapeau de l'URSS                           | Hoplite   | Mil Mi-2          |
| Drapeau de l'URSS                           | Hormone   | Kamov Ka-25       |
| Drapeau de l'URSS                           | Horse     | Yakovlev Yak-24   |
| Drapeau de l'URSS                           | Hound     | Mil Mi-4          |